# Валтери Ботас
Валтери Ботас (фин. Valtteri Bottas; 28. август 1989) фински је аутомобилиста и возач формуле 1, који тренутно вози за Алфа Ромео. Његово родно место је Настола. Монако је његово тренутно пребивалиште.

## Каријера у формули 1
Сезону 2013. је провео наступајући за Вилијамс. То је била његова дебитантска сезона у Ф1. Његов тимски колега је био Пастор Малдонадо који је забележио слабији пласман у тој сезони од финског аутомобилисте. Ботас је 2013. освојио своје прве бодове у Ф1 каријери. Од 2014. његов тимски колега је Фелипе Маса. У 2014, Ботас је забележио шест пласмана на подијуму и свој први најбржи круг у Ф1 каријери. Сезону 2014. завршио је четврти те су иза њега остали Себастијан Фетел и Фернандо Алонсо редом на петом и шестом месту. Поменуту сезону његов тимски колега, Фелипе Маса, завршава на седмом месту. Сезону 2015. је отпочео за исти тим Вилијамс, са истим тимским колегом Фелипе Маса, с тим да је прву трку пропустио због повреде леђа коју је задобио на припреми за ВН Аустралије.
Од 2017. године, вози за екипу Мерцедеса, два пута је био вицешампион возачког шампионата, 2019. и 2020. Он ће возити за Алфа Ромео од сезоне 2022. надаље.

## Резултати
| Година | Тим        | Шасија         | Мотор                               | 1       | 2       | 3       | 4        | 5       | 6       | 7       | 8       | 9       | 10      | 11      | 12      | 13      | 14      | 15       | 16      | 17      | 18      | 19      | 20      | 21      | 22     | Вш   | Поени |
| ------ | ---------- | -------------- | ----------------------------------- | ------- | ------- | ------- | -------- | ------- | ------- | ------- | ------- | ------- | ------- | ------- | ------- | ------- | ------- | -------- | ------- | ------- | ------- | ------- | ------- | ------- | ------ | ---- | ----- |
| 2013   | Вилијамс   | Вилијамс FW35  | Рено RS27 2.4 V8                    | АУС 14. | МАЛ 11. | КИН 13. | БАХ 14.  | ШПА 16. | МОН 12. | КАН 14. | ВБР 12. | НЕМ 16. | МАЂ Оду | БЕЛ 15. | ИТА 15. | СИН 13. | КОР 12. | ЈАП 17.  | ИНД 16. | АБУ 15. | САД 8.  | БРА Оду |         |         |        | 17.  | 4     |
| 2014   | Вилијамс   | Вилијамс FW36  | Мерцедес PU106A 1.6 V6 t            | АУС 5.  | МАЛ 8.  | БАХ 8.  | КИН 7.   | ШПА 5.  | МОН Оду | КАН 7.  | АУТ 3.  | ВБР 2.  | НЕМ 2.  | МАЂ 8.  | БЕЛ 3.  | ИТА 4.  | СИН 11. | ЈАП 6.   | РУС 3.  | САД 5.  | БРА 10. | АБУ 3.  | 4.      | 186     |        |      |       |
| 2015   | Вилијамс   | Вилијамс FW37  | Мерцедес PU106B 1.6 V6 t            | АУС НС  | МАЛ 5.  | КИН 6.  | БАХ 4.   | ШПА 4.  | МОН 14. | КАН 3.  | АУТ 5.  | ВБР 5.  | МАЂ 13. | БЕЛ 9.  | ИТА 4.  | СИН 5.  | ЈАП 5.  | РУС 12.† | САД Оду | МЕК 3.  | БРА 5.  | АБУ 13. | 5.      | 136     |        |      |       |
| 2016   | Вилијамс   | Вилијамс FW38  | Мерцедес PU106C 1.6 V6 t            | АУС 8.  | БАХ 9.  | КИН 10. | РУС 4.   | ШПА 5.  | МОН 12. | КАН 3.  | ЕВР 6.  | АУТ 9.  | ВБР 14. | МАЂ 9.  | НЕМ 9.  | БЕЛ 8.  | ИТА 6.  | СИН Оду  | МАЛ 5.  | ЈАП 10. | САД 16. | МЕК 8.  | БРА 11. | АБУ Оду |        | 8.   | 85    |
| 2017   | Мерцедес   | Мерцедес W08   | Мерцедес M08 EQ Power+ 1.6 V6 t     | АУС 3.  | КИН 6.  | БАХ 3.  | РУС 1.   | ШПА Оду | МОН 4.  | КАН 2.  | АЗЕ 2.  | АУТ 1.  | ВБР 2.  | МАЂ 3.  | БЕЛ 5.  | ИТА 2.  | СИН 3.  | МАЛ 5.   | ЈАП 4.  | САД 5.  | МЕК 2.  | БРА 2.  | АБУ 1.  |         |        | 3.   | 305   |
| 2018   | Мерцедес   | Мерцедес W09   | Мерцедес M09 EQ Power+ 1.6 V6 t     | АУС 8.  | БАХ 2.  | КИН 2.  | АЗЕ 14.† | ШПА 2.  | МОН 5.  | КАН 2.  | ФРА 7.  | АУТ Оду | ВБР 4.  | НЕМ 2.  | МАЂ 5.  | БЕЛ 4.  | ИТА 3.  | СИН 4.   | РУС 2.  | ЈАП 2.  | САД 5.  | МЕК 5.  | БРА 5.  | АБУ 5.  |        | 5.   | 247   |
| 2019   | Мерцедес   | Мерцедес W10   | Мерцедес M10 EQ Power+ 1.6 V6 t     | АУС 1.  | БАХ 2.  | КИН 2.  | АЗЕ 1.   | ШПА 2.  | МОН 3.  | КАН 4.  | ФРА 2.  | АУТ 3.  | ВБР 2.  | НЕМ Оду | МАЂ 8.  | БЕЛ 3.  | ИТА 2.  | СИН 5.   | РУС 2.  | ЈАП 1.  | MEК 3.  | САД 1.  | БРА Оду | АБУ 4.  |        | 2.   | 326   |
| 2020   | Мерцедес   | Мерцедес W11   | МерцедесM11 EQ Performance 1.6 V6 t | АУТ 1.  | ШТА 2.  | МАЂ 3.  | ВБР 11.  | 70Г 3.  | ШПА 3.  | БЕЛ 2.  | ИТА 5.  | ТОС 2.  | РУС 1.  | АЈФ Оду | ПОР 2.  | ЕМИ 2.  | ТУР 14. | БАХ 8.   | САК 8.  | АБУ 2.  |         |         |         |         |        | 2.   | 223   |
| 2021   | Мерцедес   | Мерцедес W12   | Мерцедес M12 E 1.6 V6 t             | БАХ 3.  | ЕМИ Оду | ПОР 3.  | ШПА 3.   | МОН Оду | АЗЕ 12. | ФРА 4.  | ШТА 3.  | АУТ 2.  | ВБР 3.  | МАЂ Оду | БЕЛ 12. | ХОЛ 3.  | ИТА 3.  | РУС 5.   | ТУР 1.  | САД 6.  | МЕК 15. | БРА 3.  | КАТ Оду | САУ 3.  | АБУ 6. | 3.   | 226   |
| 2022   | Алфа Ромео | Алфа Ромео C42 | Ферари 066/7 1.6 V6 t               | БАХ 6.  | САУ Оду | АУС 8.  | ЕМИ 5.   | МАЈ 7.  | ШПА 6.  | МОН 9.  | АЗЕ 11. | КАН 7.  | ВБР Оду | АУТ 11. | ФРА 14. | МАЂ Оду | БЕЛ Оду | ХОЛ Оду  | ИТА 13. | СИН 11. | ЈАП     | САД     | МЕК     | БРА     | АБУ    | 10.* | 46*   |

* Сезона у току.